# Log Horizon
Log Horizon (jap. ログ・ホライズン, Rogu Horaizon) ist eine japanische Romanreihe von Mamare Tōno, die auch mehrfach als Manga sowie als Anime-Fernsehserie adaptiert wurde.
Bis Ende April 2018 wurden von der Reihe einschließlich des Manga mehr als 1,5 Millionen Exemplare verkauft.

## Handlung
Als in das beliebte MMORPG Elder Tale (エルダー・テイル, Erudā Teiru) seine zwölfte Erweiterung Novasphere/Noosphere no Kaikon (ノウアスフィアの開墾, Nouasufia no Kaikon, „Landerschließung von/der Novasphere/Noosphäre“) eingespielt wird, finden sich plötzlich alle zu diesem Zeitpunkt eingeloggten Spieler – 30.000 in Japan – im Spiel gefangen wieder. Unter diesen befinden sich als Protagonist der Enchanter (付与術師) (= Support-Zauberer) Shiroe (シロエ) –, sein alter Freund der Guardian (守護戦士) (= Tank) Naotsugu (直継), sowie die Assassin (暗殺者) (= Damage Dealer) Akatsuki (アカツキ), die jeweils zu den erfahrensten Spielern zählen.
Von seiner exzentrischen Bekanntschaft Marielle (マリエール, Mariēru), die die Gilde Mikazuki Dōmei (三日月同盟, „Mondsichel-Allianz“) leitet, erfährt er zudem, dass alle Portale zwischen den fünf Startstädten nicht mehr funktionieren, schlägt aber auch ihren Anwerbungsversuch ab. Daneben muss er auch lernen wie es ist in einem Spiel zu sein, angefangen davon dass das Körpergefühl aufgrund der unterschiedlichen Figurengröße ein anderes ist, aber auch wie man effektiv seine Spielfähigkeiten einsetzen kann. Glücklicherweise lernt er jedoch auch, dass man bei einem Tod im Spiel automatisch in der zuletzt besuchten Stadt wiederbelebt wird, was jedoch auch bedeutet, dass es kein Entrinnen aus dem Spiel gibt, als auch dass die Überfälle von Spielern auf andere Spieler rapide zunehmen werden. Marielle erzählt ihm, dass ein Gildenmitglied, Serara, im vom hiesigen Akiba (Tokio) entfernten Susukino (Sapporo) gefangen ist, und bittet Shiroe während ihrer Abwesenheit die Gilde zu übernehmen, was Shiroe damit ablehnt, dass er selbst die Rettungsmission unternehmen wird. Währenddessen befindet sich Serara in der Obhut von Nyanta, einem Bekannten Shiroes, mit dessen Hilfe er Serara befreit.
Nach seiner Rückkehr erfährt er, dass es während seiner Abwesenheit auch in Akiba Fehlentwicklungen gab. So verleibten sich die stärkeren Gilden jene Gebiete ein, die am schnellsten Erfahrungspunkte liefern, so dass die schwächeren Gilden das Nachsehen haben; andere Gilden wiederum nutzen Spielanfänger für eigene Zwecke aus. In einer davon, Hamelin (ハーメルン, Hāmerin, vgl. Rattenfänger von Hameln), landeten die jungen Geschwister Minori (ミノリ) und Tōya (トウヤ), die Shiro von früher kennt. Um diese Missstände zu beheben, gründet er mit seinen drei Freunden die Gilde Log Horizon (記録の地平線, „Log-Horizont“).

## Figuren

### Gilde: Log Horizon
| Figur              | Realer Name       | Spitzname                            | Rasse   | Klasse                    | Weiteres |
| ------------------ | ----------------- | ------------------------------------ | ------- | ------------------------- | --- |
| 1. Shiroe          | Kei Shirogane     | Der Schurke mit Brille, der Stratege | Halbelf | Zauberer-Schriftgelehrter | Gildenmeister von Log Horizon, Gründer der „Tafelrunde“, ehemaliges Mitglied der Debauchery Tea Party, ein Student mit ingenieurtechnischen Abschluss im echten Leben |
| 2. Naotsugu        | Naotsugu Hasegawa | –                                    | Mensch  | Wächter                   | Freund von Shiroe, ehemaliges Mitglied der Debauchery Tea Party, ein Angestellter im echten Leben |
| 3. Akatsuki        | Shizuka Hanekura  | Zwerg                                | Mensch  | Assassin-Fährtenleser     | Spielt im Stil eines Ninjas, hatte ursprünglich einen großen männlichen Charakter nach der Apokalypse aber große Probleme damit; ist Shiroe ewig dankbar, da er ihr einen seltenen Gegenstand gab, um ihre Spielfigur an ihr reales Ich als Frau anzupassen; eine Studentin im echten Leben |
| 4. Nyanta          | –                 | Chef                                 | Feline  | Säbelrasler-Koch          | ehemaliger „Chef“ (Anführer) der Debauchery Tea Party, ehemaliges Mitglied der Cat Food Guild |
| 5. Minori          | Minori Housaki    | –                                    | Mensch  | Priesterin-Lehrling       | ältere Zwillingsschwester von Tōya, eine Mittelschülerin im echten Leben |
| 6. Tōya            | Tōya Housaki      | –                                    | Mensch  | Samurai                   | jüngerer Zwillingsbruder von Minori, ein Mittelschüler im echten Leben |
| 7. Isuzu           | Tonan Isuzu       | –                                    | Mensch  | Barde-Nomade              | eine Mittelschülerin im echten Leben |
| 8. Rundelhaus Code | Rundelhaus Code   | Rudy                                 | Mensch  | Magier-Abenteurer         | ursprünglich ein „Weltbürger – NPC“, wurde durch Shiroe zu einem Abenteurer |
| 9. Tetora          | –                 | Galaxy Idol                          | Mensch  | Kleriker-Idol             | Sie ist in Wirklichkeit ein Junge, hat aber einen weiblichen Avatar |

### Gilde: Mondsichel-Allianz
| Figur        | Realer Name      | Spitzname | Rasse  | Klasse      | Weiteres                                                                    |
| ------------ | ---------------- | --------- | ------ | ----------- | --------------------------------------------------------------------------- |
| 1. Marielle  | Marie Sakamoto   | Marie     | Mensch | Kleriker    | Gildenmeisterin von Mondsichel-Allianz                                      |
| 2. Henrietta | Umeko Miyanozaka | –         | Mensch | Barde       | Im echten Leben ist sie Buchhalterin                                        |
| 3. Serara    | –                | –         | Mensch | Druide-Maid | Sie geht häufig gemeinsam auf Quests mit Tōya, Minori, Rundelhaus und Isuzu |

## Veröffentlichung
Log Horizon ist Mamare Tōnos zweites Werk nach Maoyū Maō Yūsha, wobei es eine ähnlich ungewöhnliche Entstehungsgeschichte besitzt. Während Maoyū ursprünglich in einem Internetforum entstand, veröffentlicht er Log Horizon seit dem 13. April 2010 auf der Website Shōsetsuka ni narō (小説家になろう, „Werde Romanautor“) auf der Nutzer Romane veröffentlichen können. Die ersten fünf Bände wurden dort innerhalb von vier Monaten veröffentlicht. Log Horizon diente ihm dabei als Experiment, wie man ein Buch im japanischen Erzählstil Kishōtenketsu schreibt. Als Mamare Tōno schließlich wegen Maoyū vom Verlag Enterbrain unter Vertrag genommen wurde, wurde ihm auch angeboten Log Horizon professionell zu veröffentlichen, wobei sich die fünf Bände mehr als 300.000-mal verkauften.
Ab Dezember 2011 begann er mit dem sechsten Band, der den Anfang des zweiten Erzählzyklus darstellt. Die einzelnen Kapitel erscheinen dabei trotz Verlagsveröffentlichung weiterhin zuerst auf der Website Shōsetsuka ni narō und werden dann in Buchform durch Enterbrain veröffentlicht.
Die einzelnen Bände sind mit Stand März 2018:
1. Isekai no Hajimari (異世界のはじまり, „Anfang in einer fremden Welt“). 31. März 2011, ISBN 978-4-04-727145-6.
2. Camelot no Kishitachi (キャメロットの騎士たち, Kyamerotto ~, „Die Ritter vom Camelot“). 30. Mai 2011, ISBN 978-4-04-727298-9.
3. Game no Owari (jō) (ゲームの終わり【上】, Gēmu ~, „Ende des Spiels (1)“). 31. August 2011, ISBN 978-4-04-727413-6.
4. Game no Owari (ge) (ゲームの終わり【下】, Gēmu ~, „Ende des Spiels (2)“). 30. September 2011, ISBN 978-4-04-727543-0.
5. Akiba no Machi no Nichiyōbi (アキバの街の日曜日, „Ein Sonntag im Viertel von Akiba“). 30. November 2011, ISBN 978-4-04-727669-7.
6. Yoake no Maigo (夜明けの迷い子, „Das verlorene Kind der Morgendämmerung“). 30. März 2013, ISBN 978-4-04-728235-3.
7. Kunie no Ōgon (供贄の黄金, „“). 20. Dezember 2013, ISBN 978-4-04-729175-1 (normal), ISBN 978-4-04-729176-8. (Sonderausgabe mit Hörspiel)
8. Hibaritachi no Habataki (雲雀たちの羽ばたき, „“). 30. September 2014, ISBN 978-4-04-729926-9. (Normalausgabe); ISBN 978-4-04-729927-6. (Sonderausgabe mit Hörspiel)
9. Kanami! Gō! Īsuto! (カナミ、ゴー! イースト!, englisch Kanami! Go! East!, „Kanami! Vorwärts! Auf nach Osten!“). 27. März 2015, ISBN 978-4-04-730190-0.
10. Nōasufia no Kaikon (ノウアスフィアの開墾, „Erschließung der Novasphere“). 30. November 2015, ISBN 978-4-04-730674-5.
11. Kurasuti Taikūn Rōdo (クラスティ・タイクーン・ロード, Crusty, Tycoon Lord). 20. März 2018, ISBN 978-4-04-727230-9.

Die Illustrationen zur Romanreihe stammen von Kazuhiro Hara.

## Adaptionen

### Manga
Bei Enterbrain, sowie anderen Verlagen der Kadokawa-Gruppe, erschienen vier Manga-Adaptionen des Romans.
Der erste Manga, der von Kazuhiro Hara gezeichnet wird, erscheint seit dem 18. Mai 2012 auf Enterbrains Webmanga-Site Famitsū Comic Clear. Am 15. Februar 2013 erschien die erste Zusammenfassung der Kapitel als gedruckter Sammelband (Tankōbon; ISBN 978-4-04-728718-1). Das Werk wurde in den USA von Yen Press lizenziert.
In ASCII Media Works Magazin Comic Dengeki Daiō erschien von Ausgabe 3/2012 vom 27. Januar 2012 bis 8/2014 vom 27. Juni 2014 der Manga Log Horizon Gaiden: Honey Moon Logs (ログ・ホライズン外伝 Honey Moon Logs), gezeichnet von Motoya Matsu. In diesem Spin-off bilden die Figuren Marielle und Henrietta der Gilde Mikazuki Dōmei die Protagonisten. Es erschienen dazu vier Sammelbände:
1. 27. Februar 2013, ISBN 978-4-04-891353-9.
2. 27. Februar 2013, ISBN 978-4-04-891354-6.
3. 27. September 2013, ISBN 978-4-04-891938-8.
4. 27. August 2014, ISBN 978-4-04-866701-2.

In Fujimi Shobōs Magazin Age Premium wird seit Vol.12 vom 9. Juli 2012 der von Yūki gezeichnete Manga Log Horizon – Seifū no Ryodan (ログ・ホライズン 〜西風の旅団〜) veröffentlicht. Die Reihe spielt aus dem Blickwinkel der Organisation Seifū no Ryodan der Figur Sōjirō. Bisher wurden die Kapitel in neun Bände zusammengefasst:
1. 8. Februar 2013, ISBN 978-4-04-712853-8.
2. 6. September 2013, ISBN 978-4-04-712896-5.
3. 9. März 2014, ISBN 978-4-04-070049-6.
4. 9. Oktober 2014, ISBN 978-4-04-070354-1.
5. 9. März 2015, ISBN 978-4-04-070507-1.
6. 9. Oktober 2015, ISBN 978-4-04-070723-5.
7. 9. April 2016, ISBN 978-4-04-070859-1.
8. 8. Oktober 2016, ISBN 978-4-04-072054-8.
9. 9. Mai 2017, ISBN 978-4-04-072283-2.

Die jüngste Manga-Adaption ist Log Horizon Gaiden – Nyanta Hanchō Shiawase no Recipe (LOG HORIZON 外伝 -にゃん太班長・幸せのレシピ-), gezeichnet von 草中 mit der Figur Nyanta als Protagonisten. Dieser erscheint seit dem 21. Dezember 2012 in Enterbrains Webmanga-Magazin comic B's-LOG Airraid. Bisher erschienen fünf Bände:
1. 31. August 2013, ISBN 978-4-04-729072-3.
2. 31. August 2014, ISBN 978-4-04-729894-1.
3. 1. August 2015, ISBN 978-4-04-730600-4.
4. 1. Juli 2016, ISBN 978-4-04-734165-4.
5. 2. Juni 2017, ISBN 978-4-04-734641-3.

### Anime
Studio Satelight adaptierte im Auftrag der NHK die ersten fünf Bände des Romans als Anime-Fernsehserie unter der Regie von Shinji Ishihira und dem Character Design von Mariko Itō. Die erste Staffel mit 25 Folgen der Serie lief vom 5. Oktober 2013 bis 22. März 2014 auf dem Bildungskanal der öffentlich-rechtlichen NHK. Die zweite Staffel wird von Studio Deen animiert ebenfalls unter der Regie von Shinji Ishihara, aber mit dem Character Design von Tetsuya Kumagai. Diese wurde vom 4. Oktober 2014 bis 28. März 2015 mit weiteren 25 Folgen ausgestrahlt und deckt Band 6 bis zum bis dahin noch nicht erschienenen Band 10 ab.
Crunchyroll streamt die Serie als Simulcast zur japanischen Ausstrahlung mit englischen Untertiteln in Nordamerika, Lateinamerika, dem Vereinigten Königreich, Irland, Südafrika, Australien, Neuseeland, Skandinavien und den Niederlanden. Sentai Filmworks erwarb die Serie für den nordamerikanischen Heimvideomarkt. Die zweite Staffel wurde von Viewster mit deutschen Untertiteln als Simulcast angeboten. Am 22. Januar 2020 wurde bekannt, dass es von Log Horizon eine dritte Staffel geben wird und diese im Oktober 2020 ausgestrahlt werden soll. Crunchyroll synchronisierte die erste Staffel auf Deutsch und veröffentlichte diese ab dem 13. Februar 2024. Im deutschsprachigen linearen TV wird die erste Staffel seit dem 5. Oktober 2024 auf ProSieben MAXX gezeigt.

#### Musik
Der Soundtrack zur Serie stammt von Yasuharu Takanashi. Als Vorspanntitel wird database feat. TAKUMA (10-FEET) von Man with a Mission und Takuma von 10-Feet verwendet. Der Abspanntitel der ersten Staffel ist Your song*, komponiert von Hayato Tanaka, sowie getextet und gesungen von Yun*chi, und der der zweiten Staffel Wonderful Wonder World*, komponiert von Masahiro Tobinai, getextet von Hidenori Tanaka und Yun*chi, sowie gesungen von Letzterer.

#### Synchronisation
| Rolle      | japanischer Sprecher (Seiyū) | deutsche Sprecher |
| ---------- | ---------------------------- | ----------------- |
| Shiroe     | Takuma Terashima             | Patrick Stamme    |
| Naotsugu   | Tomoaki Maeno                | N/A               |
| Akatsuki   | Emiri Katō                   | N/A               |
| Nyanta     | Jōji Nakata                  | N/A               |
| Minori     | Nao Tamura                   | N/A               |
| Tōya       | Daiki Yamashita              | N/A               |
| Isuzu      | Eriko Matsui                 | N/A               |
| Rundelhaus | Tetsuya Kakihara             | N/A               |
| Marielle   | Yumi Hara                    | N/A               |
| Henrietta  | Ayahi Takagaki               | N/A               |
| Serara     | Misaki Kuno                  | N/A               |
| Crusty     | Takahiro Sakurai             | Lucas Lentes      |
| Lenessia   | Mariya Ise                   | N/A               |
| Nureha     | Chiwa Saitō                  | N/A               |
| Kanami     | Marina Inoue                 | N/A               |